# Laure Limongi
Pour les articles homonymes, voir Limongi.
Laure Limongi, née  à Bastia le 21 février 1976, est une éditrice et écrivaine française.

## Biographie

### Littérature
Auteure de près d'une dizaines d'ouvrages, Laure Limongi écrit également un grand nombre de textes critiques (La Revue Littéraire, Les Lettres Françaises, CCP). Son travail littéraire se rapproche de certaines recherches rythmiques comme elle l'explique dans un entretien pour Le Matricule des anges. C'est ainsi que son livre sur Elvis Presley ressemblerait, selon Le Figaro, à « une chanson de geste, ou une chanson tout court, mêlant incantations, chapitres plus descriptifs, brefs instantanés ou récits à plusieurs voix, comme si tout se bousculait dans la pauvre tête du héros déchu shooté aux médicaments »
Laure Limongi est pensionnaire de la Villa Médicis pour l'année 2023-2024.

### Édition
Laure Limongi a créé la collection critique « & » aux éditions Al Dante en 2000, avant de créer et diriger la collection « Laureli » aux éditions Léo Scheer en 2006. À côté d'auteurs reconnus comme Raymond Federman, elle y publie de la littérature contemporaine, comme celle de Céline Minard, Daniel Foucard, Claire Guezengar ou encore Emmanuel Tugny, mais s'illustre surtout par ses efforts pour faire redécouvrir l'œuvre de Hélène Bessette,, en publiant un inédit, Le Bonheur de la nuit, ainsi qu'une série de rééditions : maternA, Ida ou le délire, Suite suisse, etc. La collection publie également des traductions comme celles de PanAmérica du Brésilien José Agrippino de Paula ou Matière première de l’Allemand Jörg Fauser.

### Autres pratiques artistiques
Laure Limongi pratique la conférence performée ainsi que la vidéo, avec : « poésie » (9 min) ou Bardo pour John Giorno, 49 courtes vidéos, 2019.

En tant qu’interprète musicale, elle a notamment participé au disque du compositeur Pierre Henry, Deux coups de sonnette (coll. « Signatures Radio France », éd. Harmonia Mundi, 2005). 

Elle a fait également partie du groupe Molypop, en tant qu’auteur, compositrice et musicienne dans les années 2010.

### Enseignement
En 2013, Laure Limongi a intégré l'équipe du premier master de création littéraire de France, tout juste créé  par l'École supérieure d'art et design Le Havre-Rouen et l'université du Havre. Elle a assuré la direction du parcours Création de ce Master entre 2014 et 2020, avant de laisser la place à Frédéric Forte pour devenir professeure de création littéraire à l'École nationale supérieure d'arts de Paris-Cergy (ENSAPC).

## Œuvre
- Doublement Sexie, Derrière la salle de bains, 2000
- Éros Peccadille, Éditions Al Dante, 2002  (ISBN 978-2911073960).
- Je ne sais rien d'un homme quand je sais qu'il s'appelle Jacques, Éditions Al Dante, 2004  (ISBN 978-2847610550).
- La Rumeur des espaces négatifs, avec Thomas Lélu, Éditions Léo Scheer, 2005  (ISBN 978-2915280814).
- Orchidées & salami, Discobabel, 2005  (ISBN 978-2756100357).
- Fonction Elvis, Éditions Léo Scheer, 2006  (ISBN 978-2756100357).
- Le Travail de rivière, Éditions Dissonances, 2009.  (ISBN 978-2-914079-55-6).
- Indociles, Éditions Léo Scheer, 2012  (ISBN 978-2756104058).
- Soliste, Éditions Inculte, 2013  (ISBN 979-1091887076).
- Ensuite, j'ai rêvé de papayes et de bananes, éd. Le Monte-en-l'air, 2015  (ISBN 979-1092775082).
- Anomalie des zones profondes du cerveau, éd. Grasset, 2015  (ISBN 978-2-246-85820-1).
- Hashtag Poésie, Twittérature, 2018.
- On ne peut pas tenir la mer entre ses mains, éd. Grasset, 2019  (ISBN 978-2246813286).
- J'ai conjugué ce verbe pour marcher sur ton cœur, L'Attente, 2020.
- Ton cœur a la forme d'une île, éd. Grasset 2021  (ISBN 9782246826170).
- L'Invention de la mer, éd. Tripode 2025  (ISBN 9782370554444)